# Talyština
Talyština (tal. Tolyšə zyvon) je severozápadní íránský jazyk, který patří do indoevropské jazykové rodiny. Jedná se o jazyk talyšů. Je podobný íránskému jazyku Azari. Talyština má přibližně 184 100 mluvčích. Talyština se vyskytuje v mnoha dialektech, které lze rozdělit do tří hlavních skupin: severní (v Ázerbájdžánu a Íránu), střední (Írán) a jižní (Írán). Talyšský jazyk je klasifikován jako „zranitelný“ v Červené knize ohrožených jazyků.